# Roncus antrorum
Espèce
Synonymes
- Obisium antrorum Simon, 1896

Roncus antrorum est une espèce de pseudoscorpions de la famille des Neobisiidae.

## Distribution
Cette espèce est endémique d'Italie.

## Description
Roncus antrorum mesure 3,7 mm.

## Systématique et taxinomie
Cette espèce a été décrite sous le protonyme Obisium antrorum par Simon en 1896. Elle est placée dans le genre Roncus par Beier en 1930.

## Publication originale
- Simon, 1896 : Note sur quelques Chernetes de Ligurie. Annali del Museo Civico di Storia Naturale di Genova, sér. 2, vol. 16, p. 372-376 (texte intégral).